# 醬料船

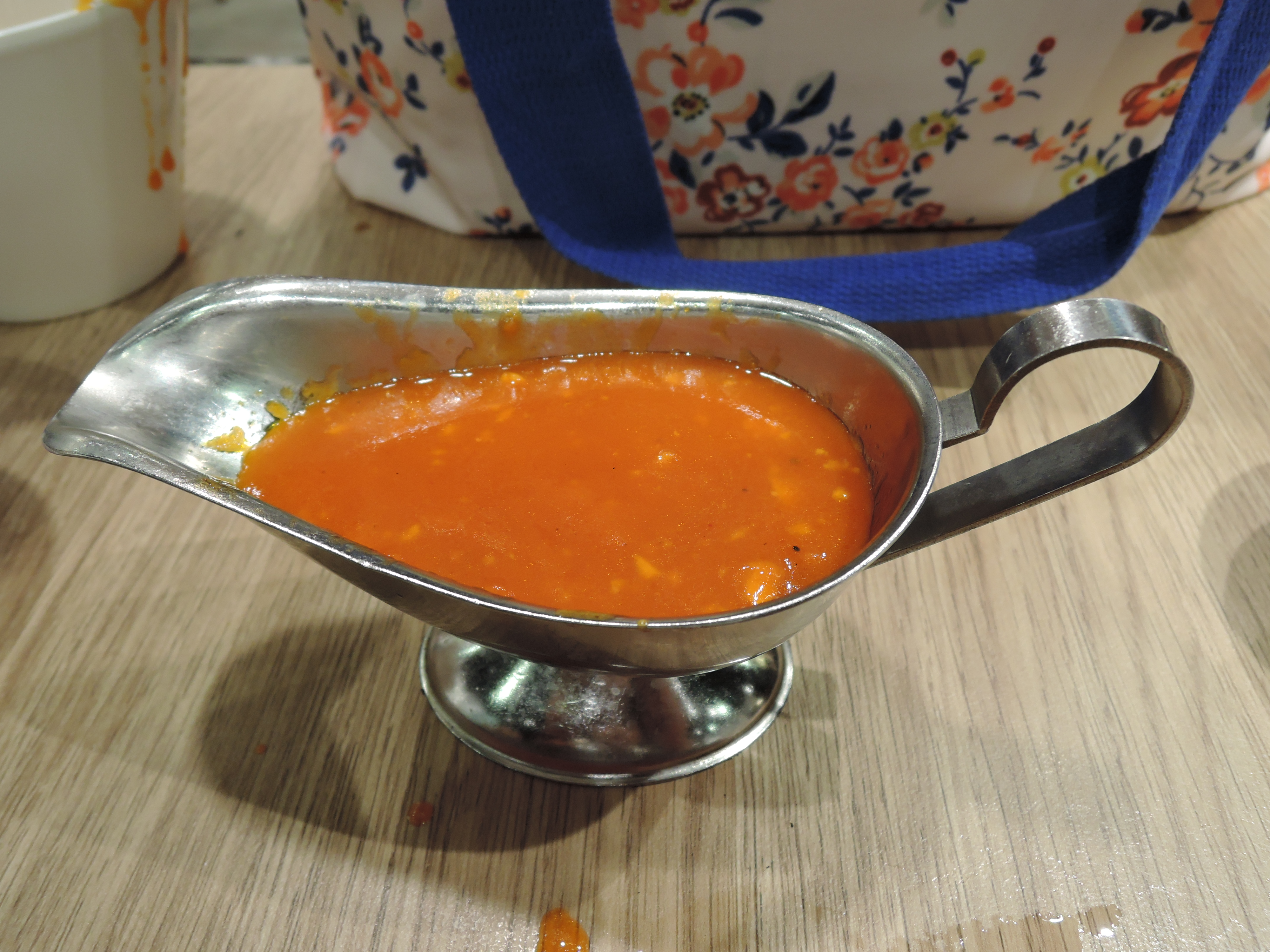
西餐盛醬的醬料船

醬料船（Sauce boat）或稱醬汁船是一種盛裝醬料的容器，被用於西餐之中。外型像是沒有帆的帆船，後方有一個把手。材質可以是不鏽鋼或瓷。

## 外部連結
- 《大英百科全书》中的条目：醬料船（英文）